# Luca Luzardi
Luca Luzardi (Manerbio, 18 febbraio 1970) è un allenatore di calcio ed ex calciatore italiano, di ruolo difensore, vice-allenatore della categoria Under-17 della Lazio.

## Carriera

### Giocatore

Da sinistra: Orlando, Matrecano, Sordo, Antonioli, Luzardi e Melli in ritiro con la nazionale olimpica nelle settimane precedenti il torneo di.

Luzardi cresce nella Voluntas, società satellite del Brescia, prima di passare nelle giovanili del club lombardo. Con la prima squadra delle rondinelle disputa 141 partite, realizzando 3 reti, nel 1992 passa alla Lazio per 7 miliardi di lire. Successivamente si trasferisce al Napoli e, dopo aver militato in diverse squadre tra Serie A e B, chiude la carriera da calciatore nel Monterotondo.

### Allenatore
Intraprendere la carriera di allenatore principalmente come vice del tecnico pugliese Angelo Gregucci, suo ex compagno di squadra ai tempi della Lazio.
Il 25 luglio 2014, dopo una stagione trascorsa sulla panchina della squadra Giovanissimi, viene promosso a quella Juniores Elite della società dilettantistica laziale Futbolclub.
Il 19 gennaio 2016 viene nominato tecnico della Play Eur, prendendo la squadra al quinto posto con 29 punti in promozione. Il 12 gennaio 2017 viene esonerato, lasciando la squadra al terzo posto nel girone A di Promozione. Il 26 giugno ritorna alla guida del Play Eur nel campionato di eccellenza. Il 29 settembre viene esonerato.
Nell'estate 2018 viene chiamato ad allenare la squadra Under-15 della Lazio, club nel quale ha militato come giocatore. L'anno seguente passa alla categoria Under-17, stavolta in veste di vice.

## Statistiche

### Presenze e reti nei club
Statistiche aggiornate al 30 giugno 2005.
| Stagione        | Squadra         | Campionato      | Campionato | Campionato | Coppe nazionali | Coppe nazionali | Coppe nazionali | Coppe continentali | Coppe continentali | Coppe continentali | Altre coppe | Altre coppe | Altre coppe | Totale | Totale |
| Stagione        | Squadra         | Comp            | Pres       | Reti       | Comp            | Pres            | Reti            | Comp               | Pres               | Reti               | Comp        | Pres        | Reti        | Pres   | Reti   |
| --------------- | --------------- | --------------- | ---------- | ---------- | --------------- | --------------- | --------------- | ------------------ | ------------------ | ------------------ | ----------- | ----------- | ----------- | ------ | ------ |
| 1986-1987       | Brescia         | A               | 0          | 0          | CI              | 1               | 0               | -                  | -                  | -                  | -           | -           | -           | 1      | 0      |
| 1987-1988       | Brescia         | B               | 10         | 0          | CI              | 1               | 0               | -                  | -                  | -                  | -           | -           | -           | 11     | 0      |
| 1988-1989       | Prato           | C1              | 31         | 1          | CI              | 3               | 0               | -                  | -                  | -                  | -           | -           | -           | 34     | 1      |
| 1989-1990       | Brescia         | B               | 25         | 1          | CI              | 1               | 0               | -                  | -                  | -                  | -           | -           | -           | 26     | 1      |
| 1990-1991       | Brescia         | B               | 34         | 0          | CI              | 4               | 0               | -                  | -                  | -                  | -           | -           | -           | 38     | 0      |
| 1991-1992       | Brescia         | B               | 35         | 2          | CI              | 3               | 0               | -                  | -                  | -                  | -           | -           | -           | 38     | 2      |
| 1992-1993       | Lazio           | A               | 25         | 1          | CI              | 3               | 0               | -                  | -                  | -                  | -           | -           | -           | 28     | 1      |
| 1993-1994       | Lazio           | A               | 14         | 0          | CI              | 2               | 0               | CU                 | 4                  | 1                  | -           | -           | -           | 20     | 1      |
| Totale Lazio    | Totale Lazio    | Totale Lazio    | 39         | 1          |                 | 5               | 0               |                    | 4                  | 1                  |             |             |             | 48     | 2      |
| 1994-1995       | Napoli          | A               | 5          | 0          | CI              | 2               | 0               | CU                 | 4                  | 0                  | -           | -           | -           | 11     | 0      |
| 1995-1996       | Brescia         | B               | 30         | 0          | CI              | 1               | 0               | -                  | -                  | -                  | -           | -           | -           | 31     | 0      |
| 1996-1997       | Brescia         | B               | 7          | 0          | CI              | 0               | 0               | -                  | -                  | -                  | -           | -           | -           | 7      | 0      |
| 1997-ott.1997   | Brescia         | A               | 0          | 0          | CI              | 1               | 0               | -                  | -                  | -                  | -           | -           | -           | 1      | 0      |
| Totale Brescia  | Totale Brescia  | Totale Brescia  | 141        | 3          |                 | 12              | 0               |                    |                    |                    |             |             |             | 153    | 3      |
| nov.1997-1998   | Ascoli          | C1              | 21         | 0          | CI              | 0               | 0               | -                  | -                  | -                  | -           | -           | -           | 21     | 0      |
| 1998-1999       | Ascoli          | C1              | 26         | 0          | CI              | 0               | 0               | -                  | -                  | -                  | -           | -           | -           | 26     | 0      |
| 1999-2000       | Ascoli          | C1              | 3+3        | 0          | CI              | 0               | 0               | -                  | -                  | -                  | -           | -           | -           | 6      | 0      |
| 2000-ago.2000   | Ascoli          | C1              | 0          | 0          | CI              | 1               | 0               | -                  | -                  | -                  | -           | -           | -           | 1      | 0      |
| Totale Ascoli   | Totale Ascoli   | Totale Ascoli   | 53         | 0          |                 | 1               | 0               |                    |                    |                    |             | -           | -           | 51     | 0      |
| set.2000-2001   | Reggiana        | C1              | 19+2       | 0          | CI              | 0               | 0               | -                  | -                  | -                  | -           | -           | -           | 21     | 0      |
| 2001-2002       | Viareggio       | C2              | 21+2       | 0          | CI              | 0               | 0               | -                  | -                  | -                  | -           | -           | -           | 23     | 0      |
| 2002-2003       | Lodigiani       | C2              | 25         | 1          | CI              | 0               | 0               | -                  | -                  | -                  | -           | -           | -           | 25     | 1      |
| 2004-2005       | Monterotondo    | D               | 25         | 0          | CI              | 0               | 0               | -                  | -                  | -                  | -           | -           | -           | 25     | 0      |
| Totale carriera | Totale carriera | Totale carriera | 363        | 6          |                 | 23              | 0               |                    | 8                  | 1                  |             |             |             | 394    | 7      |

### Cronologia presenze e reti in nazionale
| Cronologia completa delle presenze e delle reti in nazionale ― Italia under 21 | Cronologia completa delle presenze e delle reti in nazionale ― Italia under 21 | Cronologia completa delle presenze e delle reti in nazionale ― Italia under 21 | Cronologia completa delle presenze e delle reti in nazionale ― Italia under 21 | Cronologia completa delle presenze e delle reti in nazionale ― Italia under 21 | Cronologia completa delle presenze e delle reti in nazionale ― Italia under 21 | Cronologia completa delle presenze e delle reti in nazionale ― Italia under 21 | Cronologia completa delle presenze e delle reti in nazionale ― Italia under 21 |
| Data                                                                           | Città                                                                          | In casa                                                                        | Risultato                                                                      | Ospiti                                                                         | Competizione                                                                   | Reti                                                                           | Note                                                                           |
| ------------------------------------------------------------------------------ | ------------------------------------------------------------------------------ | ------------------------------------------------------------------------------ | ------------------------------------------------------------------------------ | ------------------------------------------------------------------------------ | ------------------------------------------------------------------------------ | ------------------------------------------------------------------------------ | ------------------------------------------------------------------------------ |
| 16-5-1990                                                                      | Lumezzane                                                                      | Italia under 21                                                                | 1 – 0                                                                          | Cipro under 21                                                                 | Amichevole                                                                     | -                                                                              | 82’                                                                            |
| 26-9-1990                                                                      | Reggio Calabria                                                                | Italia under 21                                                                | 1 – 0                                                                          | Paesi Bassi under 21                                                           | Amichevole                                                                     | -                                                                              | 62’                                                                            |
| 5-12-1990                                                                      | Chieti                                                                         | Italia under 21                                                                | 3 – 1                                                                          | Romania under 21                                                               | Amichevole                                                                     | -                                                                              |                                                                                |
| 19-12-1990                                                                     | Larnaca                                                                        | Cipro under 21                                                                 | 0 – 1                                                                          | Italia under 21                                                                | Amichevole                                                                     | -                                                                              | 75’                                                                            |
| 17-4-1991                                                                      | Andria                                                                         | Italia under 21                                                                | 0 – 0                                                                          | Svezia under 21                                                                | Amichevole                                                                     | -                                                                              |                                                                                |
| 2-5-1991                                                                       | Szombathely                                                                    | Ungheria under 21                                                              | 0 – 1                                                                          | Italia under 21                                                                | Qual. Europeo Under-21 1992                                                    | -                                                                              |                                                                                |
| 25-9-1991                                                                      | Trollhattan                                                                    | Svezia under 21                                                                | 2 – 2                                                                          | Italia under 21                                                                | Amichevole                                                                     | -                                                                              |                                                                                |
| 16-10-1991                                                                     | Simferopol                                                                     | Unione Sovietica under 21                                                      | 1 – 1                                                                          | Italia under 21                                                                | Qual. Europeo Under-21 1992                                                    | -                                                                              |                                                                                |
| 13-11-1991                                                                     | Avellino                                                                       | Italia under 21                                                                | 2 – 1                                                                          | Norvegia under 21                                                              | Qual. Europeo Under-21 1992                                                    | -                                                                              |                                                                                |
| 29-1-1992                                                                      | Atene                                                                          | Grecia under 21                                                                | 0 – 1                                                                          | Italia under 21                                                                | Amichevole                                                                     | -                                                                              | 75’                                                                            |
| 19-2-1992                                                                      | Izmir                                                                          | Turchia under 21                                                               | 0 – 1                                                                          | Italia under 21                                                                | Amichevole                                                                     | -                                                                              | 46’                                                                            |
| 11-3-1992                                                                      | Trnava                                                                         | Cecoslovacchia under 21                                                        | 1 – 2                                                                          | Italia under 21                                                                | Europeo Under-21 1992 - Quarti di finale - Andata                              | -                                                                              |                                                                                |
| 25-3-1992                                                                      | Padova                                                                         | Italia under 21                                                                | 2 – 0                                                                          | Cecoslovacchia under 21                                                        | Europeo Under-21 1992 - Quarti di finale - Ritorno                             | 1                                                                              |                                                                                |
| 9-4-1992                                                                       | Aalborg                                                                        | Danimarca under 21                                                             | 0 – 1                                                                          | Italia under 21                                                                | Europeo Under-21 1992 - Semifinale - Andata                                    | -                                                                              |                                                                                |
| Totale                                                                         |                                                                                | Presenze                                                                       | 14                                                                             |                                                                                | Reti                                                                           | 1                                                                              |                                                                                |

| Cronologia completa delle presenze e delle reti in nazionale ― Italia Olimpica | Cronologia completa delle presenze e delle reti in nazionale ― Italia Olimpica | Cronologia completa delle presenze e delle reti in nazionale ― Italia Olimpica | Cronologia completa delle presenze e delle reti in nazionale ― Italia Olimpica | Cronologia completa delle presenze e delle reti in nazionale ― Italia Olimpica | Cronologia completa delle presenze e delle reti in nazionale ― Italia Olimpica | Cronologia completa delle presenze e delle reti in nazionale ― Italia Olimpica | Cronologia completa delle presenze e delle reti in nazionale ― Italia Olimpica |
| Data                                                                           | Città                                                                          | In casa                                                                        | Risultato                                                                      | Ospiti                                                                         | Competizione                                                                   | Reti                                                                           | Note                                                                           |
| ------------------------------------------------------------------------------ | ------------------------------------------------------------------------------ | ------------------------------------------------------------------------------ | ------------------------------------------------------------------------------ | ------------------------------------------------------------------------------ | ------------------------------------------------------------------------------ | ------------------------------------------------------------------------------ | ------------------------------------------------------------------------------ |
| 10-7-1992                                                                      | Brescia                                                                        | Italia olimpica                                                                | 1 – 1                                                                          | Egitto olimpica                                                                | Amichevole                                                                     | 1                                                                              | 62’                                                                            |
| 27-7-1992                                                                      | Barcellona                                                                     | Italia olimpica                                                                | 0 – 3                                                                          | Polonia olimpica                                                               | Olimpiadi 1992 - 1° turno                                                      | -                                                                              |                                                                                |
| 1-8-1992                                                                       | Valencia                                                                       | Spagna olimpica                                                                | 1 – 0                                                                          | Italia olimpica                                                                | Olimpiadi 1992 - Quarti di finale                                              | -                                                                              |                                                                                |
| Totale                                                                         |                                                                                | Presenze                                                                       | 3                                                                              |                                                                                | Reti                                                                           | 1                                                                              |                                                                                |

## Palmarès

### Giocatore

#### Club
- Campionato italiano di Serie B: 2

Brescia: 1991-1992, 1996-1997

#### Nazionale
- Campionato d'Europa Under-21: 1

1992